# Guldinovy věty
Guldinovy věty (pravidla) umožňují počítat objem a povrch těles vzniklých rotací rovinných obrazců kolem přímky. Zformuloval je švýcarský matematik 17. století Paul Guldin. Guldinovy věty bývají také označovány jako Pappovy (Pappos z Alexandrie byl první, kdo tímto směrem uvažoval).

## První věta
První Guldinova věta říká, že objem rotačního tělesa je roven objemu hranolu, jehož podstava má stejný obsah jako rotující obrazec a jehož výška je rovna délce kružnice o poloměru rovném vzdálenosti těžiště rotujícího obrazce od osy rotace. Je-li tedy plocha rotujícího obrazce {\displaystyle S} a vzdálenost jeho těžiště od osy otáčení {\displaystyle y_{T}}, pak objem vzniklého rotačního tělesa je určen vztahem
{\displaystyle V=2\pi y_{T}S}

## Druhá věta
Druhá Guldinova věta říká, že obsah pláště rotačního tělesa je roven obsahu obdélníku, jehož délky stran jsou rovny délce obvodu rotujícího obrazce a délce kružnice o poloměru rovném vzdálenosti těžiště rotujícího obrazce od osy rotace. Je-li tedy délka obvodu rotujícího obrazce {\displaystyle l} a vzdálenost těžiště rotujícího obrazce od osy otáčení {\displaystyle y_{T}}, pak plocha rotujícího tělesa má obsah
{\displaystyle S=2\pi y_{T}l}